# 安成浚
安 成浚（アン・ソンジュン、朝鮮語: 안성준、1991年9月16日 - ）は、韓国の囲碁棋士。京畿道平澤市出身、韓国棋院所属、九段。物価情報杯プロ棋戦優勝、Mlily夢百合杯世界囲碁オープン戦ベスト4など。兄は安亨浚五段。

## 経歴
陽川道場出身。2008年入段。2009年韓国囲碁リーグ出場、名人戦リーグ入り。2010年二段。2011年三段。
2012年物価情報杯決勝で金志錫に2-0で勝ち棋戦初優勝。2013年、物価情報杯ベスト4、名人戦ベスト8、Mlily夢百合杯世界囲碁オープン戦出場、三星火災杯でベスト8進出。2014年百霊愛透杯世界囲碁オープン戦ベスト16。2015年六段、Mlily夢百合杯ベスト4進出し準決勝三番勝負で李世乭に0-2で敗退。
2016年七段。2017年八段。2019年まで兵役。2020年KBS杯準優勝し九段昇段。
韓国棋士ランキングでは2012年末19位。2013年16位、2016年4位。

### タイトル歴
- 物価情報杯プロ棋戦 2012年

### 他の棋歴
国際棋戦
- Mlily夢百合杯世界囲碁オープン戦 ベスト4 2015年
- 三星火災杯世界囲碁マスターズ ベスト8 2013年（×時越、○呉政娥、○常昊、○古力、×鄔光亜）、2017年
- 衢州爛柯杯世界囲碁オープン戦 ベスト8 2023年
- 百霊愛透杯世界囲碁オープン戦 ベスト16 2014、2016年
- 農心辛ラーメン杯世界囲碁最強戦 2014年 0-1（×王檄）

国内棋戦など
- KBS杯バドゥク王戦 準優勝 2020年
- 国手山脈韓国国内トーナメント 準優勝 2021年
- 韓国囲碁リーグ
  - 2009年（ハイト真露）6-5
  - 2010年（ハイト真露）5-9
  - 2011年（ハイト真露）7-5
  - 2012年（正官庄）11-7
  - 2013年（正官庄）9-4-1
  - 2014年（SKエネルギー）6-7
  - 2015年（SKエネルギー）
  - 2016年（SKエネルギー）12-3
  - 2017年（SKエネルギー）10-6
  - 2020-21年（Kixx）10-4
  - 2021-22年（YOUWHO）6-10
  - 2022-23年（Com2uS Tygem）9-9
- 中国囲碁リーグ
  - 2014年乙級（安徽華億）5-2
  - 2016年乙級（衢州爛柯）
  - 2017年甲級（上海建橋学院）8-5

## 注
1. ↑  韓国棋院「이동훈ㆍ안성준, 응씨배 본선 티켓 획득」2020.1.22